# Cheilosia barbata
Cheilosia barbata là một loài ruồi trong họ Ruồi giả ong (Syrphidae). Loài này được Loew mô tả khoa học đầu tiên năm 1857. Cheilosia barbata phân bố ở vùng Cổ Bắc giới